# Храповка
Хра́повка — деревня в Долботовском сельском поселении Погарского района Брянской области. Население — 134 жителя (2009 год).
Расположена в северной части района, в 4 км к югу от села Баклань Почепского района, на левом берегу реки Бойня, недалеко от Судости.

## История
Известна с начала XVIII века, когда была центром гетманских имений (так называемой Храповской волости, после 1727 переименованной в Бакланскую); до 1782 входила в состав Бакланской сотни Стародубского полка. С 1710-х гг. до 1722 Храповская волость была отдана во владение Меншикову и присоединена к его Почепской волости. "По отдачи места Почепа, – писал гетман Скоропадский в 1721 году, – еще его светлость просил у меня сёл у Бакланской сотни, Храповской волости, за межою почепскою обретающейся; теды на удовольствование его княжой светлости прошения и того не отрекши, а надеючись, что вовся его светлость будет доволен, отдалем его св-ти и Храповскую волость, тринадцать сел за межою, которые до Почепа никогда не надлежали". С 1760 находилась во владении Разумовских. С 1782 по 1929 в Стародубском уезде (с 1861 – в составе Юдиновской волости, с 1928 в Погарской волости).
При Советской власти входила в состав Юрковского, Юдиновского сельсовета; с 1959 — Савостьяновского, с 1972 — Долботовского.

## Население
|               | 1859 | 1926 | 1979 | 1989 | 2002 | 2009 |
| ------------- | ---- | ---- | ---- | ---- | ---- | ---- |
| Число жителей | 189  | 321  | 328  | 223  | 184  | 134  |